# Chucarit
Chucarit (del idioma mayo čūʼu karí: "Casa de perros") o más conocido como Masíaca 3.5 es una congregación del municipio de Etchojoa ubicada en el sur del estado mexicano de Sonora, en la zona del valle del Mayo. Según los datos del Censo de Población y Vivienda realizado en 2020 por el Instituto Nacional de Estadística y Geografía (INEGI), Chucarit tiene un total de 1465 habitantes.
El 26 de noviembre de 1927 fue declarada con la categoría de comisaría. El 10 de mayo de 1933, la congregación fue segregada del territorio de Etchojoa y se agregó al de Navojoa por mandato de la Ley n.º 179. Después, el 29 de mayo de 1942 la Ley n.º 53 estipuló que esta regresara al territorio de Etchojoa y así se ha mantenido hasta la actualidad.

## Geografía
Chucarit se sitúa en las coordenadas geográficas 27°01'55" de latitud norte y 109°35'06" de longitud oeste del meridiano de Greenwich, a una elevación de 28 metros sobre el nivel del mar.

## En la cultura popular
Chucarit es mencionada en la novela 2666 de Roberto Bolaño como el lugar natal de varios de personajes en el capítulo "La parte de los crímenes".